# Compsophis
Genre
Compsophis est un genre de serpents de la famille des Lamprophiidae. 

## Répartition
Les sept espèces de ce genre sont endémiques de Madagascar.

## Liste d'espèces
Selon The Reptile Database (21 déc. 2011) :
- Compsophis albiventris Mocquard, 1894
- Compsophis boulengeri (Peracca, 1892)
- Compsophis fatsibe (Mercurio & Andreone, 2005)
- Compsophis infralineatus (Günther, 1882)
- Compsophis laphystius (Cadle, 1996)
- Compsophis vinckei (Domergue, 1988)
- Compsophis zeny (Cadle, 1996)

## Publication originale
- Mocquard, 1894 : Reptiles nouveaux ou insuffisamment connus de Madagascar. Compte-Rendu Sommaire des Séances de la Société philomathique de Paris, sér. 8, vol. 6, no 17, p. 1-10 (texte intégral).